# Центральная Австралия

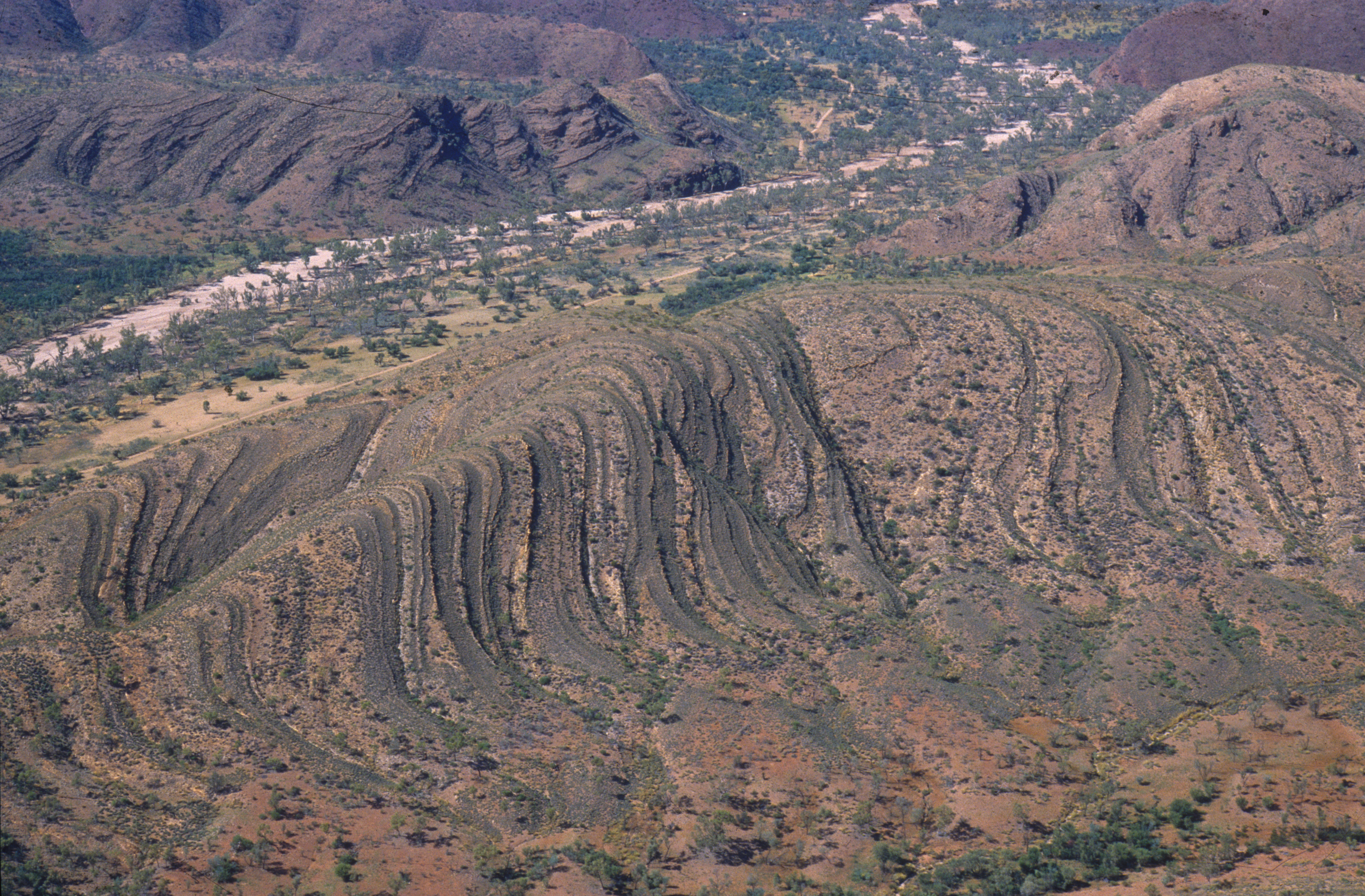
Типичный пейзаж Центральной Австралии

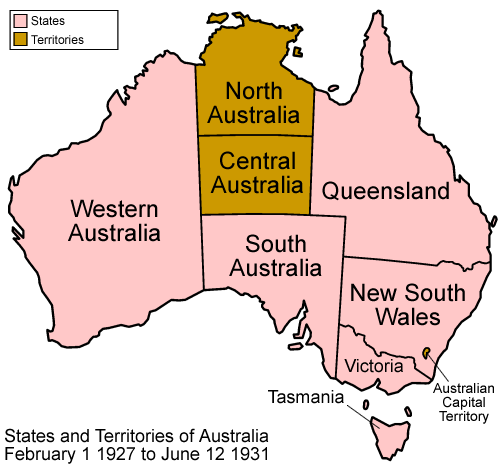
С 1 февраля 1927 года по 12 июня 1931 года Центральная Австралия являлась самостоятельным административно-территориальным образованием

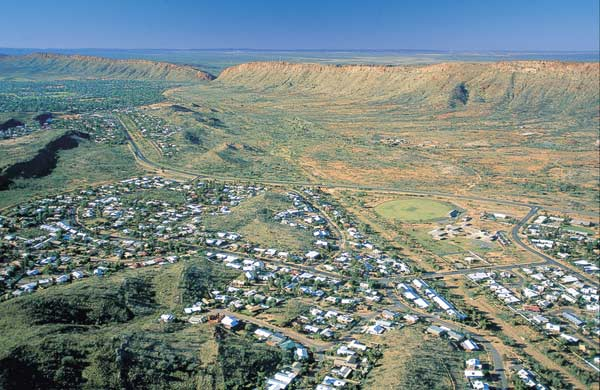
Центр региона — город Алис-Спрингс

Центральная Австралия (англ. Central Australia), также называемый Красный Центр (англ. Red Centre), Регион Алис-Спрингс (англ. Alice Springs Region), Центральный регион (англ. Central Region) и Централия (англ. Centralia) — один из девяти регионов Северной территории Австралии. Центром региона является город Алис-Спрингс.

## География, описание
Регион занимает южную часть Северной территории, с севера ограничен 20-й параллелью, с запада — Западной Австралией, с юга — Южной Австралией, с востока — Квинслендом. Площадь региона составляет 546 046 км², то есть около 40 % всей Северной территории. Помимо главного города региона, Алис-Спрингс, на его территории можно отметить городок Барроу-Крик (4 жителя по оценке 2016 года), имеющий богатую историю, несмотря на очень скромный размер; также несколько так называемых «станций» — крупных землевладений, используемых для содержания домашнего скота; и большое количество поселений аборигенов. Вся территория региона является так называемым аутбэком.
В Центральной Австралии находится центр континента. Хотя его местоположение однозначно так и не определено, все исследователи сходятся на том, что он расположен около 200 километров южнее Алис-Спрингс.
Население Центральной Австралии по переписи 2005 года составляло 39 068 человек (19 % от всего населения Северной территории), сейчас — 50—60 тысяч человек, причём население Алис-Спрингс составляло 28 605 жителей по оценке 2012 года. 40—45 % населения Центральной Австралии — аборигены.
Климат региона очень засушливый: в год выпадает в среднем лишь 150 мм дождя.
Административно регион делится на четыре района: Алис-Спрингс, Сентрал-Дезерт, Макдоннелл и Юлара.

## История
В 1920-х годах министр внутренних дел Джордж Пирс решил, что Северная территория слишком велика для полноценного управления и потому вскоре разделил её на Центральную и Северную части. В итоге с 1 февраля 1927 по 12 июня 1931 года Центральная Австралия являлась самостоятельным административно-территориальным образованием, после чего Северной территории была возвращена изначальная площадь и политическое управление.